# Унтерламм
Унтерлам (нем. Unterlamm) — коммуна в Австрии, в федеральной земле Штирия. 
Входит в состав округа Зюдостштайермарк.  Население составляет 1288 человек (на 31 декабря 2005 года). Занимает площадь 16,65 км².

## Политическая ситуация
Бургомистр коммуны — Роберт Хаммер (АНП) по результатам выборов 2005 года.
Совет представителей коммуны (нем. Gemeinderat) состоит из 15 мест.
- АНП занимает 13 мест.
- СДПА занимает 1 место.
- АПС занимает 1 место.